# DJ IKU
DJ IKUは日本のDJである。父は詩人の吉田文憲。

## 概要
2002年「DMC World DJ Championships」でDJに出会い、2005年「DMC JAPAN FINAL」に出場する。2008年「Red Bull STREET STYLE DJ BATTLE JAPAN FINAL」で日本一を獲得。2010年「Red Bull THRE3STYLE DJ BATTLE JAPAN FINAL」で2度目の日本一を獲得。同年12月の「Red Bull THRE3STYLE WORLD FINAL」には日本代表として出場。2015年、世界最大のデジタルレコードプール「DJ CITY」の日本支部「DJ CITY JAPAN」のオフィシャルアドバイザーに就任。
2018年には世界各国から選出されたDJ達による「ターンテーブルオーケストラ」の一員として、アブダビのルーブル美術館でショーを行った。
現在では国内、海外の様々なパーティーやフェスティバルにゲスト出演しつつ、DJスクール「World DJ Academy」の講師を務めている。
「PioneerDJ」「YAHOO ! JAPAN」「YAMAHA」「Reloop」のオフィシャル動画や「NHK Eテレ」へのテレビ出演、ブレイクダンス、BMXなどのアクションスポーツ、エクストリームスポーツ系のイベントでもDJを数多くこなす。